# James Gunn
James Francis Gunn Jr. (ur. 5 sierpnia 1966 w Saint Louis) – amerykański filmowiec, który wyreżyserował m.in. film Strażnicy Galaktyki i jego sequel oraz Legion samobójców: The Suicide Squad. Od 2022 roku współzarządzający DC Studios.

## Życiorys
Gunn urodził się w Saint Louis. Jego rodzicami są Leota oraz James F. Gunn. Ojciec Jamesa pracuje jako adwokat. Wychowywał się w St. Louis oraz Manchesterze. Ma pięcioro rodzeństwa: aktora Seana, aktora i pisarza politycznego Matta, scenarzystę Briana, Patricka i Beth. Jest pochodzenia irlandzkiego oraz żydowskiego. Gunn stwierdził, że nazwisko jego rodziny pierwotnie brzmiało MacGilgunn.
Gdy dorastał, duży wpływ miały na niego niskobudżetowe filmy, takie jak Noc żywych trupów oraz Piątek, trzynastego. Czytał takie czasopisma jak Fangoria i brał udział w pokazach filmów gatunkowych. W wieku 12 lat zaczął tworzyć film o zombie ze swoimi braćmi, wykorzystując taśmę filmową 8 mm.
Zaczął karierę jako scenarzysta w połowie lat 90. Napisał scenariusze do takich filmów jak: Tromeo and Juliet (1996), The Specjals (2000), Scooby-Doo (2002) i Scooby-Doo 2: Potwory na gigancie (2004) oraz Świt żywych trupów (2004). Pracę jako reżyser rozpoczął od horroru/komedii Robale (2006). Następnie napisał i wyreżyserował James Gunn's PG Porn (2008-2009), Super (2010) oraz filmy z Filmowego Uniwersum Marvela: Strażnicy Galaktyki (2014) oraz Strażnicy Galaktyki Vol. 2 (2017).
W 2022 roku ożenił się z aktorką Jennifer Holland. Od listopada 2022 roku wraz z Peterem Safranem jest współzarządzającym DC Studios.

## Filmografia

### Filmy
| Rok  | Tytuł                                | Reżyser        | Scenarzysta   | Producent  | Komentarz                        |
| ---- | ------------------------------------ | -------------- | ------------- | ---------- | -------------------------------- |
| 1996 | Tromeo and Juliet                    | Współpracownik | Tak           | Nie        |                                  |
| 2000 | The Specials                         | Nie            | Tak           | Tak        |                                  |
| 2002 | Scooby-Doo                           | Nie            | Tak           | Nie        |                                  |
| 2004 | Tube                                 | Nie            | Tak           | Nie        |                                  |
| 2004 | Świt żywych trupów                   | Nie            | Tak           | Nie        |                                  |
| 2004 | Scooby-Doo 2: Potwory na gigancie    | Nie            | Tak           | Tak        |                                  |
| 2004 | LolliLove                            | Nie            | Nie podpisany | Wykonawczy |                                  |
| 2006 | Robale                               | Tak            | Tak           | Nie        | Reżyserski debiut pełnometrażowy |
| 2010 | Super                                | Tak            | Tak           | Nie        |                                  |
| 2014 | Strażnicy Galaktyki                  | Tak            | Tak           | Nie        |                                  |
| 2016 | The Belko Experiment                 | Nie            | Tak           | Tak        |                                  |
| 2017 | Strażnicy Galaktyki vol. 2           | Tak            | Tak           | Nie        |                                  |
| 2018 | Avengers: Wojna bez granic           | Nie            | Nie           | Wykonawczy | Współtwórca dialogów             |
| 2019 | Avengers: Koniec gry                 | Nie            | Nie           | Wykonawczy |                                  |
| 2019 | Brightburn                           | Nie            | Nie           | Tak        | [ 12 ]                           |
| 2021 | Legion samobójców: The Suicide Squad | Tak            | Tak           | Nie        | [ 13 ]                           |
| 2023 | Strażnicy Galaktyki vol. 3           | Tak            | Tak           | Nie        | [ 14 ]                           |
| 2025 | Superman                             | Tak            | Tak           | Tak        | w przedprodukcji                 |

### Filmy krótkometrażowe
| Rok  | Tytuł                                    | Reżyser | Scenarzysta | Producent | Komentarz                        |
| ---- | ---------------------------------------- | ------- | ----------- | --------- | -------------------------------- |
| 1997 | Hamster PSA                              | Tak     | Tak         | Nie       |                                  |
| 2008 | Sparky & Mikaela                         | Tak     | Tak         | Tak       | Internetowy film krótkometrażowy |
| 2008 | Humanzee!                                | Tak     | Tak         | Tak       | Internetowy film krótkometrażowy |
| 2013 | Beezel                                   | Tak     | Tak         | Nie       | Segment produkcji Movie 43       |
| 2022 | Strażnicy Galaktyki: Coraz bliżej święta | Tak     | Tak         | Tak       | Program specjalny dla Disney+    |